# Ostrolistni javor
Ostrolistni javor (znanstveno ime Acer platanoides) je listopadno drevo iz družine sapindovk.

## Opis
Vrstno znanstveno ime pove, da so listi tega drevesa podobni listom platane, a je ta podobnost med drevesoma edina, in ni verjetnosti, da bi ju ljudje med seboj zamenjevali.
Ostrolistni javor zraste do 25 metrov visoko in je na videz malo podoben belemu javorju, vendar se od njega loči po nekoliko manjši rasti, lubju, ki je pri ostrolistnem javorju drobno in plitvo mrežasto razpokano in se ne lupi ter po listih, ki so enakomerno zeleni po obeh straneh. Zajede med listnimi krpami so pri ostrolistnem javorju so plitve in razprte, listi pa so na veje nameščeni na rdečkastih pecljih, ki na pretrganih mestih izločajo mleček. Listi v dolžino dosežejo med 7 in 14 cm, v širino pa med 8 in 20 cm in se v jeseni obarvajo živo rdeče. Deblo je ravno in lahko doseže do 1,5 metra v premeru. To drevo ne doseže visoke starosti, saj so najstarejši primerki stari le okoli 250 let.
Cvetovi so združeni v grozdasta socvetja, drevo pa je žužkocvetka. Oplojeni cvetovi se razvijejo v 3-5 centimetrov dolge krilate plodove rumeno-zelene barve, kot med krilcema posameznih plodov pa je 180°. Krilca na bazi niso zožena, zrela pa jadrajo po zraku in jih raznaša veter.

## Razširjenost in uporabnost
Ostrolistni javor je razširjen od Pirenejev na zahodu pa vse do Urala in Kavkaza na vzhodu. Na severu sega področje razširjenosti do severne Skandinavije, na jugu pa do Grčije in srednje Italije južnih obal Črnega morja.
Najbolje uspeva na rodovitnih in svežih tleh in je med vsemi vrstami evropskih javorov najbolj zahteven. Razmnožuje se s semeni.
Les ostrolistnega javora je težak in trd. Zaradi izjemno svetle barve je manj cenjen, kljub temu pa ga uporabljajo za izdelavo pohištva. Listje se je v preteklosti uporabljalo za steljo.